# Triem
Triem (TRIEM) je česká hudební skupina, která byla založena v roce 2022.
Jejími členy jsou:
- Ondřej Jurásek (zpěv, basová kytara a kontrabas)

- Tomáš Lekeš (Fender Rhodes a klávesové nástroje)

- Marek Vajdík (bicí nástroje a perkuse)

„Bylo to právě v roce 2022, kdy jsme se rozhodli pro společný projekt založený na původních autorských písních bez jasných žánrových hranic. Od začátku nám byl blízký koncept jazzového tria - ten jsme si ale upravili ke svému obrazu...“
V roce 2024 skupina vydala (ve spolupráci s vydavatelstvím Radioservis) své první album "Stopy".
„Materiál jsme měli dopředu pečlivě nazkoušený. Volnou ruku jsme ale ponechali našim vzácným hostům, Jiřímu Kotačovi, Matěji Morávkovi, Oskaru Törökovi a Kirillu Yakovlevovi. Jejich jména asi není třeba posluchačům představovat. Posunuli náš výsledný zvuk, pod kterým se finálně podepsal Stanislav Valášek...“
Prvním singlem se pak stala píseň - o vztazích a taky o vnitřních bouřích v nás - "Věrnostem" s videoklipem v režii Pavla Vrágy.
Koncertní premiéra skupiny (spojená se slavnostním křtem) se uskutečnila dne 15. března 2025 v Uherském Brodě.
Díky jazzovým prvkům ve své tvorbě byla následně zařazena do ankety "Česká jazzová sklizeň".

## Diskografie
1. Stopy (2024)[7]